# النعیمیه، حماة
النعیمیه (به عربی: النعیمیة) یک روستا در سوریه است که در ناحیه عقیربات واقع شده‌است. النعیمیه ۱٬۲۲۶ نفر جمعیت دارد.